# سیارک ۱۵۶۵۱
سیارک ۱۵۶۵۱ (به انگلیسی: 15651 Tlepolemos، نامگذاری:9612P-L) پانزده هزار و ششصد و پنجاه و یکمین سیارک کشف شده‌است که در ۲۲ اکتبر ۱۹۶۰ کشف شد.
قدر مطلق سیارک برابر ۱۱٫۰۰ است.